# Matthew Malley
Matthew Mark Malley (* 4. Juli 1963 in Oakland) ist ein US-amerikanischer Bassist, Songwriter und Musikproduzent.

## Leben
Matthew Malley, genannt Matt Malley, ist eines der Gründungsmitglieder der Folk-Rock-Band Counting Crows. Er spielte auf den ersten vier Studioalben der Band Bass und verließ die Band 2004 nach der Geburt seiner ersten beiden Kinder, um diesen ein besserer Vater zu sein. Als Teil der Counting Crows war er als Songwriter von Accidentally in Love beteiligt, einem Filmsong aus Shrek 2 – Der tollkühne Held kehrt zurück. Der Song wurde bei der Oscarverleihung 2005 für einen Oscar in der Kategorie Bester Song nominiert.
Nach dem Ausstieg aus den Counting Crows veröffentlichte er 2008 sein erstes und bislang einziges Soloalbum The Goddess Within. Er arbeitet außerdem als Musikproduzent und Session-Bassist. Zudem ist er Schüler von Vishwa Mohan Bhatt und unterhält in seinem Haus ein Aschram.

## Diskografie

### Solo
- 2008: The Goddess Within (Eigenproduktion)

### Mit Counting Crows
- 1993: August and Everything After (Geffen)
- 1996: Recovering the Satellites (Geffen)
- 1998: Across a Wire: Live in New York City (Geffen)
- 1999: This Desert Life (Geffen)
- 2002: Hard Candy (Geffen)
- 2003: Films About Ghosts (The Best Of...) (Geffen)
- 2006: New Amsterdam: Live at Heineken Music Hall February 4–6, 2003 (Geffen)